# Cesana Torinese
Cesana Torinese é uma comuna italiana da região do Piemonte, província de Turim, com cerca de 955 habitantes. Estende-se por uma área de 121,3 km², tendo uma densidade populacional de 8 hab/km². Faz fronteira com Abriès (FR - 05), Cervières (FR-05), Claviere, Monginevro (Montgenèvre) (FR-05), Névache (FR-05), Oulx, Sauze di Cesana, Sestriere.
Era conhecida como Cesau (Caesao) ou Gesau ou (Gaesao) durante o período romano.

## Demografia
| Variação demográfica do município entre 1861 e 2011                               |
|                                                                                   |
| Fonte: Istituto Nazionale di Statistica (ISTAT) - Elaboração gráfica da Wikipedia |